# .club
.club، غالبا ما تكون مكتوبة على النحو التالي .CLUB معربًا دوت كلوب هو نطاق المستوى الأعلى. تم اقتراحه في آيكان من برنامج جديد لنطاق المستوى الأعلى العام، وأصبحت متاحة لعامة الناس في 7 مايو 2014. ويكون مخصصًا لمجالات النوادي الرياضية يمكن تسجيل اسم النطاق للسلسلة.

## الاستحواذ والترويج

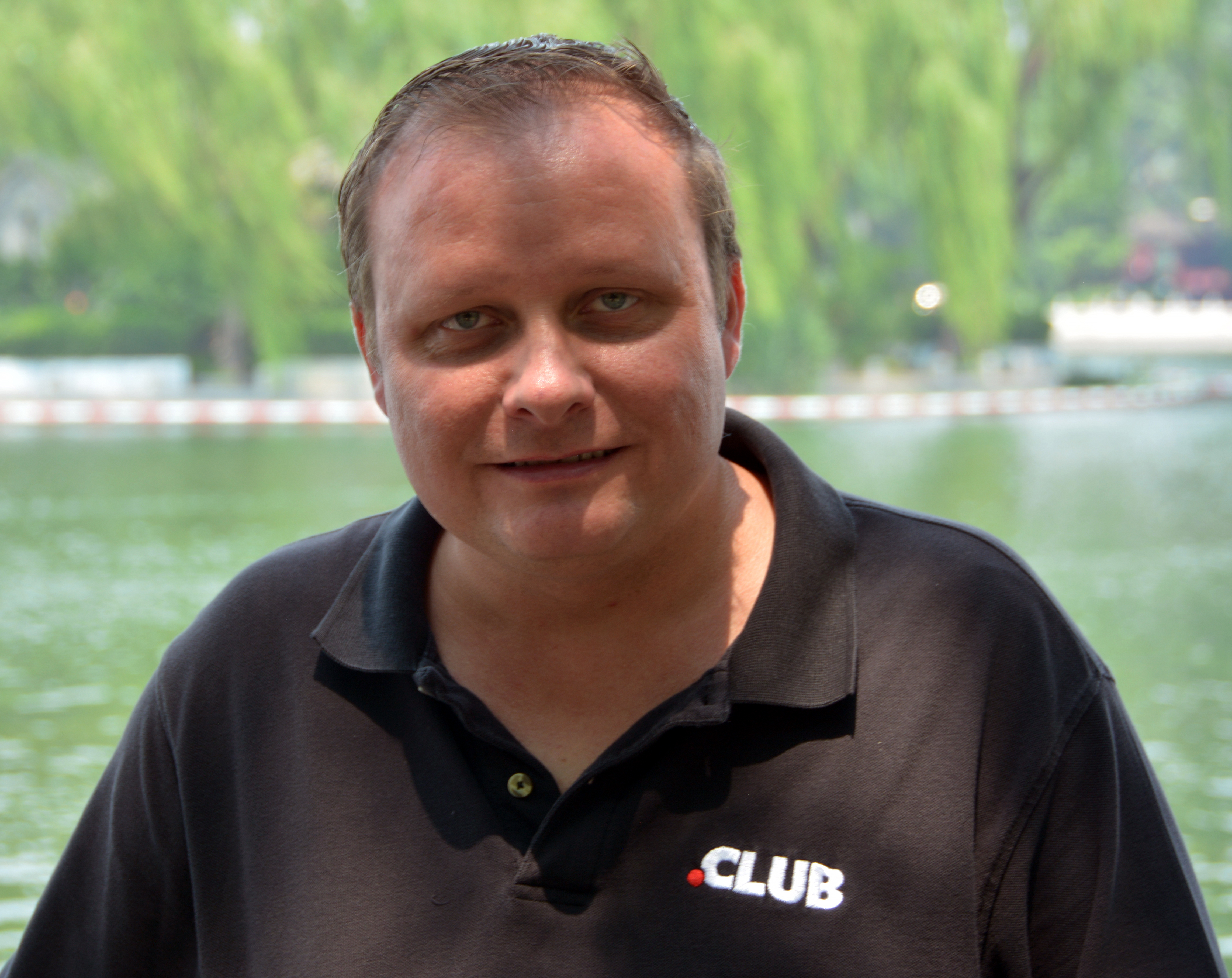
كولن كامبل, الرئيس التنفيذي لمجال النطاق

في يونيو 2013 حصلت شركة ذات مسؤولية محدودة حصلت على نطاق .club من خلال مزاد خاص بعد جمع 7 ملايين دولار من 27 مستثمرا فرديا. علمًا أن كولن كامبل، هو الرئيس التنفيذي للشركة، ورفض الكشف عن سعر المزاد النهائي، نقلا عن اتفاقات السرية. كان النطاق أول مجال جديد يتم الحصول عليه من خلال مزاد خاص. المتقدمون غير الناجحين الذين تنافسوا على الحقول العليا هم مجموعة قانون التاجر LLP.

## الإستخدام
وفقا للموقع الرسمي للنطاق فإن أولئك الذين يستخدمون الآن عنوان ويب ينتهي بـ .club هم النادي العلامات التجارية والمشاهير والشخصيات الرياضية ورجال الأعمال المبتكرين والشركات الناشئة والجمعيات والنوادي في جميع أنحاء العالم، بالإضافة إلى عشرات الآلاف من الأندية، الأعمال والأفراد يستخدمون العنوان بنشاط لوجودهم على شبكة الإنترنت، من نوادي الروتاري، والنوادي المدرسية، إلى المدونين المتحمسين.

### شخصيات مشهورة تستخدم النطاق
يشمل الأفراد البارزون الذين يستخدمون الامتداد مغني الراب 50 سنت, لاعب كرة سلة محترف تايلر جونسون, ونجم الكريكيت الهندي فيرات كوهلي.

## روابط خارجية
- الموقع الرسمي